# Santa Marta in Vaticano
Santa Marta in Vaticano era uma igreja já demolida do Vaticano e que ficava do lado oeste da Piazza Santa Marta, onde hoje está o Palácio do Tribunal (Palazzo del Tribunale), ao sul de Santo Stefano degli Abissini. Ela era dedicada a Santa Marta e sua sucessora é Santa Maria Madre della Famiglia, que antigamente era também dedicada a ela.

## História
A igreja original foi construída em 1538, por ordem do papa Paulo III. O edifício foi depois restaurado no início do século XVII pelo papa Paulo V, uma obra comandada por Giovanni Antonio de' Rossi e Carlo Fontana e que resultou numa reconstrução quase completa.
Em 1726, o papa Bento XIII passou a igreja para a Ordem dos Trinitários da Espanha, que já cuidava de San Carlo alle Quattro Fontane, e ela fundou no local um mosteiro para servir à igreja, que perdurou até a ocupação napoleônica de Roma. Quando o governo papal foi restaurado, os trinitários italianos passaram a cuidar da igreja. Novas obras foram realizadas em 1852, sob o comando de Luigi Poletti. Em 1874, depois da unificação da Itália (1870), a administração da igreja passou para o Palácio Vaticano. Uma última reforma foi realizada em 1886.
Em 1930, depois do Tratado de Latrão, a igreja foi demolida como parte das reformas para reorganizar o espaço do Vaticano para o oeste e sudoeste da Basílica de São Pedro. A obra foi conduzida por Giuseppe Momo, que também foi o responsável por Santa Maria Madre della Famiglia, a igreja que seria a sucessora de Santa Marta e que recebeu algumas obras de arte e elementos arquitetônicos da antiga igreja.

## Arquitetura
De acordo com uma gravura de Giuseppe Vasi, do século XVIII, a fachada antes de 1852 era barroca e tinha dois níveis. Depois da restauração de Poletti, a igreja ganhou uma nova fachada renascentista em estilo do século XVI.

## Interior
A igreja tinha uma nave única, sem corredores, com três capelas de cada lado, separadas por pilastras que suportavam a abóbada. Havia ainda um presbitério retangular com um arco triunfal. As decorações em estuque da nave e das capelas eram da oficina de Bernini, provavelmente obra de Alessandro Algardi. Afrescos de Il Baciccio mostravam cenas da vida de Santa Marta. No altar estavam afrescos de Girolamo Troppa e o teto da nave foi pintado por Vespasiano Strada. No altar-mor estava uma pintura de Santa Marta de Giovanni Baglione, substituída por uma da Sagrada Família de Giovanni Piancastelli no século XIX.